# Myotis lucifugus
Myotis lucifugus — вид роду Нічниця (Myotis).

## Поширення, поведінка
Проживання: Канада, Мексика, Сполучені Штати Америки. Цей вид живе в лісових землях поблизу води, але деякі підвиди можуть бути знайдені в сухому кліматі, де вода не доступна. M. lucifugus живуть приблизно від 6 до 7 років, але часто живуть далеко за 10 років.
Основною загрозою для чисельності популяції є високий відсоток заражених синдромом білого носика.